# Lista de concertos de Seventeen

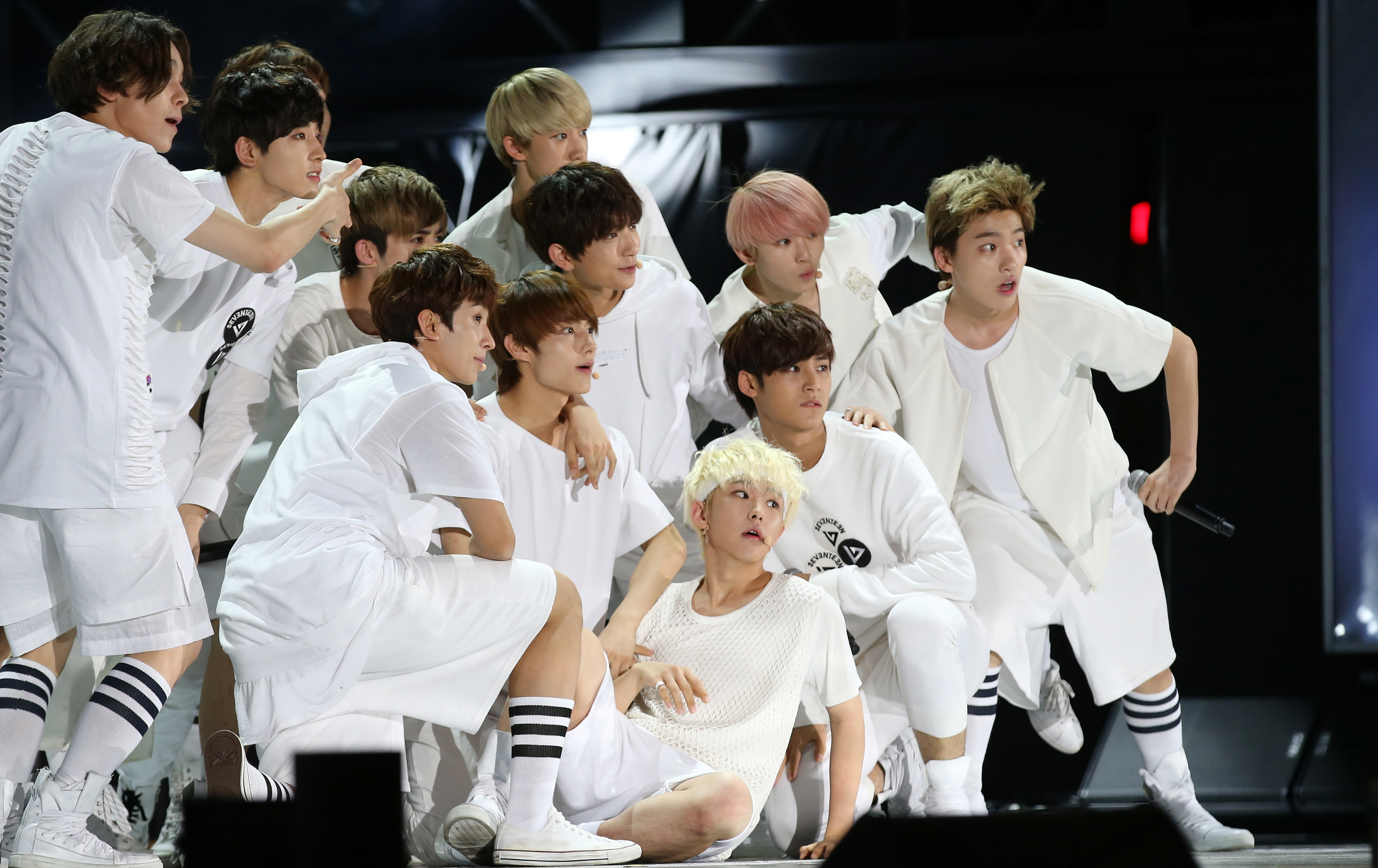
Seventeen performando no 2015 Summer K-POP Festival, no Seoul Plaza.

Esta é uma lista de concertos realizados pelo grupo sul-coreano Seventeen, formado pela Pledis Entertainment em 2015. O grupo embarcou em sua primeira turnê de concertos intitulada Seventeen 1st Asia Tour 2016 Shining Diamonds de julho a setembro de 2016, se apresentando em locais como Singapura, Austrália, Nova Zelândia e China. A série de concertos começou na Coreia do Sul, onde 13 mil ingressos foram vendidos. Eles também realizaram quatro showcases, sendo a mais notável seu showcase de estreia, "Seventeen 1st Mini Album '17 Carat' Showcase", que foi transmitido ao vivo pela MBC.

## Turnês

### Seventeen 1st Asia Tour 2016 Shining Diamonds
Seventeen 1st Asia Tour 2016 Shining Diamonds é a primeira turnê do Seventeen na Ásia, organizada pela Pledis Entertainment e por Type Communication Group. A turnê foi realizada de 13 de agosto a 11 de setembro de 2016, em Singapura, Manila, Jakarta, Bangkok, Melbourne, Sydney, Auckland, Kowloon, Pequim e Taipei.

#### Set list
1. Shining Diamond
2. Rock
3. Chuck
4. Popular Song
5. Drift Away
6. Still Lonely
7. Adore U
8. Mansae
9. Pretty U
10. Very Nice
11. Healing
12. Love Letter

#### Datas
| Data                   | Cidade    | País          | Local                     |
| ---------------------- | --------- | ------------- | ------------------------- |
| 13 de agosto de 2016   | Singapura | Singapura     | MegaBox Convention Centre |
| 14 de agosto de 2016   | Manila    | Filipinas     | The Theatre at Solaire    |
| 15 de agosto de 2016   | Manila    | Filipinas     | The Theatre at Solaire    |
| 20 de agosto de 2016   | Jacarta   | Indonésia     | Balai Sarbini             |
| 21 de agosto de 2016   | Bangkok   | Tailândia     | Muang Thai GMM Live House |
| 27 de agosto de 2016   | Melbourne | Austrália     | Plenary                   |
| 28 de agosto de 2016   | Sydney    | Austrália     | Big Top Sydney            |
| 30 de agosto de 2016   | Auckland  | Nova Zelândia | The Trusts Arena          |
| 4 de setembro de 2016  | Kowloon   | Hong Kong     | KITEC                     |
| 9 de setembro de 2016  | Pequim    | China         | Huiyuan Space             |
| 11 de setembro de 2016 | Taipei    | Taiwan        | ATT Show Box              |

### 2017 Seventeen 1st World Tour "Diamond Edge"
2017 Seventeen 1st World Tour "Diamond Edge" a primeira turnê mundial do Seventeen organizada pela Pledis Entertainment, Show Note e Live Nation. A turnê foi realizada de 14 de julho a 6 de outubro de 2017, em Seul, Saitama, Bangkok, Hong Kong, Chicago, Dallas, Toronto, Santiago, Nova Iorque, Kuala Lumpur, Jacarta, Singapura, Taipei e Manila.

#### Datas
| Data                   | Cidade       | País           | Local                                                        | Publico |
| ---------------------- | ------------ | -------------- | ------------------------------------------------------------ | ------- |
| 14 de julho de 2017    | Seul         | Coreia do Sul  | Jamsil Auxiliary Stadium                                     | 30,000  |
| 15 de julho de 2017    | Seul         | Coreia do Sul  | Jamsil Auxiliary Stadium                                     | 30,000  |
| 16 de julho de 2017    | Seul         | Coreia do Sul  | Jamsil Auxiliary Stadium                                     | 30,000  |
| 26 de julho de 2017    | Saitama      | Japão          | Saitama Super Arena                                          | 60,000  |
| 27 de julho de 2017    | Saitama      | Japão          | Saitama Super Arena                                          | 60,000  |
| 5 de agosto de 2017    | Bangkok      | Tailândia      | Thunder Dome                                                 | 5,500   |
| 12 de agosto de 2017   | Hong Kong    | Hong Kong      | AsiaWorld–Expo Hall 10                                       | 5,000   |
| 18 de agosto de 2017   | Chicago      | Estados Unidos | Rosemont Theatre                                             | —       |
| 23 de agosto de 2017   | Dallas       | Estados Unidos | Verizon Theatre at Grand Prairie                             | —       |
| 25 de agosto de 2017   | Toronto      | Canadá         | Massey Hall                                                  | —       |
| 27 de agosto de 2017   | Nova Iorque  | Estados Unidos | Terminal 5                                                   | —       |
| 29 de agosto de 2017   | Santiago     | Chile          | Movistar Arena                                               | —       |
| 9 de setembro de 2017  | Kuala Lumpur | Malásia        | Stadium Negara                                               | —       |
| 23 de setembro de 2017 | Jacarta      | Indonésia      | Ice Hall 3A                                                  | —       |
| 29 de setembro de 2017 | Singapura    | Singapura      | Suntec Singapore Convention & Exhibition Centre Hall 601-604 | —       |
| 1 de outubro de 2017   | Taipei       | Taiwan         | Xinzhuang Gymnasium                                          | —       |
| 6 de outubro de 2017   | Manila       | Filipinas      | Mall of Asia Arena                                           | —       |
| Total                  | Total        | Total          | Total                                                        | 200,000 |

### Seventeen 2018 Japan Arena Tour 'SVT'
Seventeen 2018 Japan Arena Tour 'SVT' é a turnê de concertos do Seventeen no Japão antes de sua estréia japonesa organizada pela Pledis Entertainment. A turnê foi realizada de 21 de fevereiro a 7 de março de 2018, em Yokohama, Osaka e Nagoya, visitando um total de 3 cidades.

#### Datas
| Data                    | Cidade   | País  | Local          | Publico |
| ----------------------- | -------- | ----- | -------------- | ------- |
| 21 de fevereiro de 2018 | Yokohama | Japão | Yokohama Arena | —       |
| 22 de fevereiro de 2018 | Yokohama | Japão | Yokohama Arena | —       |
| 27 de fevereiro de 2018 | Osaka    | Japão | Osaka-jō Hall  | —       |
| 28 de fevereiro de 2018 | Osaka    | Japão | Osaka-jō Hall  | —       |
| 6 de março de 2018      | Nagoya   | Japão | NGK Hall       | —       |
| 7 de março de 2018      | Nagoya   | Japão | NGK Hall       | —       |
| Total                   | Total    | Total | Total          | 100,000 |

## Concertos

### Like Seventeen – Boys Wish

#### Datas
| Data                   | Cidade | País          | Local            |
| ---------------------- | ------ | ------------- | ---------------- |
| 24 de dezembro de 2015 | Seul   | Coreia do Sul | Yongsan Art Hall |
| 25 de dezembro de 2015 | Seul   | Coreia do Sul | Yongsan Art Hall |
| 26 de dezembro de 2015 | Seul   | Coreia do Sul | Yongsan Art Hall |

### Like Seventeen – Boys Wish Encore Concert

#### Datas
| Data                    | Cidade | País          | Local                         |
| ----------------------- | ------ | ------------- | ----------------------------- |
| 13 de fevereiro de 2016 | Seul   | Coreia do Sul | SK Olympic Handball Gymnasium |
| 14 de fevereiro de 2016 | Seul   | Coreia do Sul | SK Olympic Handball Gymnasium |

### Like Seventeen "Shining Diamond" Concert

#### Datas
| Data                | Cidade | País          | Local        | Presença |
| ------------------- | ------ | ------------- | ------------ | -------- |
| 30 de julho de 2016 | Seul   | Coreia do Sul | Jamsil Arena | 13,000   |
| 31 de julho de 2016 | Seul   | Coreia do Sul | Jamsil Arena | 13,000   |

### 17 Japan Concert: Say The Name #Seventeen

#### Set list
1. Boom Boom
2. No F.U.N
3. Shining Diamond
4. Chuck
5. Rock
6. Check In
7. Monday to Saturday
8. Fronting
9. Drift Away
10. Who
11. OMG
12. Highlight
13. Still Lonely
14. 20
15. When I Grow Up
16. Don't Listen In Secret
17. Popular Song
18. Fast Pace
19. Pretty U
20. Adore U
21. Mansae
22. Very Nice
23. Laughter
24. Beautiful
25. Love Letter

#### Datas
| Data                    | Cidade   | País  | Local               | Presença |
| ----------------------- | -------- | ----- | ------------------- | -------- |
| 15 de fevereiro de 2017 | Kobe     | Japão | World Memorial Hall | 50,000   |
| 16 de fevereiro de 2017 | Kobe     | Japão | World Memorial Hall | 50,000   |
| 18 de fevereiro de 2017 | Kobe     | Japão | World Memorial Hall | 50,000   |
| 19 de fevereiro de 2017 | Kobe     | Japão | World Memorial Hall | 50,000   |
| 21 de fevereiro de 2017 | Yokohama | Japão | Yokohama Arena      | 50,000   |
| 22 de fevereiro de 2017 | Yokohama | Japão | Yokohama Arena      | 50,000   |

### Seventeen Concert 'Ideal Cut' 2018

#### Datas
| Data                   | Cidade       | País          | Local                           | Presença |
| ---------------------- | ------------ | ------------- | ------------------------------- | -------- |
| 28 de junho de 2018    | Seul         | Coreia do Sul | Jamsil Arena                    | 27,000   |
| 29 de junho de 2018    | Seul         | Coreia do Sul | Jamsil Arena                    | 27,000   |
| 30 de junho de 2018    | Seul         | Coreia do Sul | Jamsil Arena                    | 27,000   |
| 1 de julho de 2018     | Seul         | Coreia do Sul | Jamsil Arena                    | 27,000   |
| 31 de agosto de 2018   | Hong Kong    | China         | AsiaWorld-Arena                 | TBA      |
| 4 de setembro de 2018  | Saitama      | Japão         | Saitama Super Arena             | TBA      |
| 5 de setembro de 2018  | Saitama      | Japão         | Saitama Super Arena             | TBA      |
| 6 de setembro de 2018  | Saitama      | Japão         | Saitama Super Arena             | TBA      |
| 8 de setembro de 2018  | Saitama      | Japão         | Saitama Super Arena             | TBA      |
| 9 de setembro de 2018  | Saitama      | Japão         | Saitama Super Arena             | TBA      |
| 16 de setembro de 2018 | Jacarta      | Indonésia     | Indonesia Convention Exhibition | TBA      |
| 21 de setembro de 2018 | Singapura    | Singapura     | Estádio Interior de Singapura   | TBA      |
| 23 de setembro de 2018 | Kuala Lumpur | Malásia       | MIECC                           | TBA      |
| 29 de setembro de 2018 | Manila       | Filipinas     | Mall of Asia Arena              | TBA      |
| 6 de outubro de 2018   | Taipei       | Taiwan        | Xinzhuang Gymnasium             | TBA      |
| 7 de outubro de 2018   | Taipei       | Taiwan        | Xinzhuang Gymnasium             | TBA      |

## Showcases
| Data                   | Cidade   | País          | Local                     | Showcase                                                 |
| ---------------------- | -------- | ------------- | ------------------------- | -------------------------------------------------------- |
| 26 de maio de 2015     | Gyeonggi | Coreia do Sul | MBC Dream Center          | Seventeen 1st Mini Album '17 Carat' Showcase             |
| 10 de setembro de 2015 | Seul     | Coreia do Sul | Digital Magic Space       | Seventeen 2nd Mini Album 'Boys Be' Showcase              |
| 24 de abril de 2016    | Seul     | Coreia do Sul | AX Korea                  | Seventeen First Album 'Love & Letter' Showcase           |
| 5 de dezembro de 2016  | Seul     | Coreia do Sul | Blue Square Concert Hall  | Seventeen 3rd Mini Album 'Going Seventeen' Showcase      |
| 23 de maio de 2017     | Seul     | Coreia do Sul | Olympic Park Olympic Hall | Seventeen 4th Mini Album 'Al1' Showcase                  |
| 30 de maio de 2018     | Tóquio   | Japão         | Toyosu Pit                | Seventeen 1st Japanese Mini Album 'We Make You' Showcase |
| 31 de maio de 2018     | Tóquio   | Japão         | Toyosu Pit                | Seventeen 1st Japanese Mini Album 'We Make You' Showcase |
| 16 de julho de 2018    | Seul     | Coreia do Sul | Blue Square Concert Hall  | Seventeen 5th Mini Album 'You Make My Day' Showcase      |

## Fan meetings
| Data                    | Cidade | País          | Local        | Evento                                            |
| ----------------------- | ------ | ------------- | ------------ | ------------------------------------------------- |
| 10 de fevereiro de 2017 | Seul   | Coreia do Sul | Jamsil Arena | 'Carat' 1st Fan Meeting <Seventeen In Carat Land> |
| 11 de fevereiro de 2017 | Seul   | Coreia do Sul | Jamsil Arena | 'Carat' 1st Fan Meeting <Seventeen In Carat Land> |
| 12 de fevereiro de 2017 | Seul   | Coreia do Sul | Jamsil Arena | 'Carat' 1st Fan Meeting <Seventeen In Carat Land> |

## Liçações externas
- «Seventeen» (em coreano). Página oficial